# Distrito de Nuevo Ulm
Nuevo Ulm (en alemán: Neu-Ulm; pronunciación: [ˈnɔɪ̯ˌʔʊlm]ⓘ)  es uno de los 71 distritos en que está dividido administrativamente el estado alemán de Baviera.
El distrito fue creado en 1972 mediante la fusión de los antiguos distritos de Neu-Ulm y Illertissen, con la ciudad libre de Neu-Ulm.
El distrito incluye la zona oriental del área metropolitana de la ciudad de Ulm. El Danubio y su afluente, el Iller, forma la frontera occidental del distrito.

## Ciudades y municipios
| Ciudades                                                       | Municipios                                                               |                                                                                              |
| -------------------------------------------------------------- | ------------------------------------------------------------------------ | -------------------------------------------------------------------------------------------- |
| 1. Illertissen 2. Neu-Ulm 3. Senden 4. Vöhringen 5. Weißenhorn | 1. Altenstadt 2. Bellenberg 3. Buch 4. Elchingen 5. Holzheim 6. Kellmünz | 1. Nersingen 2. Oberroth 3. Osterberg 4. Pfaffenhofen an der Roth 5. Roggenburg 6. Unterroth |